# Don Ackerman
Donald D. Ackerman, detto Don (New York, 4 settembre 1930 – New York, 9 luglio 2011), è stato un cestista statunitense, professionista nella ABL e nella NBA.

## Carriera
Venne selezionato dai Baltimore Bullets al secondo giro del Draft NBA 1953 (9ª scelta assoluta).

## Palmarès
- Campione ABL (1953)